# The Yellow Ticket
The Yellow Ticket és una pel·lícula estatunidenca dirigida per Raoul Walsh estrenada el 1931. Es tracta d'un remake de la pel·lícula d'Edwin August, The Yellow Passport, rodada el 1916.

## Argument
Abans de la revolució bolxevic, el 1913, Marya Kalish, una noia pobra d'origen jueu, intenta arribar a Sant Petersburg amb l'esperança de tornar a veure el seu pare que és moribund. Obligada a viatjar clandestinament, obté un passaport groc, el mateix que les dones de mala vida. Quan hi arriba finalment, és per assabentar-se de la mort del seu pare. És llavors que coneix el baró Andrey, sinistre cap de la policia secreta tsarista, que no amaga el seu interès per la jove. Marya prefereix la companyia de Julian Rolfe, un periodista britànic a qui descobreix les condicions de vida atroces a les quals s'ha de sotmetre el poble. Andrey decideix fer detenir Rolfe.

## Repartiment
- Elissa Landi: Marya Kalish
- Lionel Barrymore: Baró Igor Andrey
- Laurence Olivier: Julian Rolfe
- Walter Byron: Comte Nikolai
- Frederick Burt.
- Arnold Korff: Avi Kalish
- Mischa Auer: Melchior.
- Edwin Maxwell: Agent de policia
- Rita La Roy: Fania Rubinstein
- Sarah Padden: Mare Kalish
- Boris Karloff: infermer
- Alex Melesh: Agent de policia.